# Coptoprepes flavopilosus
Coptoprepes flavopilosus är en spindelart som beskrevs av Simon 1884. Coptoprepes flavopilosus ingår i släktet Coptoprepes och familjen spökspindlar. Artens utbredningsområde är Chile och Argentina. Inga underarter finns listade i Catalogue of Life.